# Daniel Encontre
Pour les articles homonymes, voir Encontre.
Daniel Encontre, né le 30 juillet 1762, dans le Gard, et mort le 16 septembre 1818, à Montpellier, est un pasteur et mathématicien français, professeur à la faculté des sciences de Montpellier, puis à la faculté de théologie protestante de Montauban.

## Biographie
Son lieu de naissance n'est pas connu avec certitude. Il est le fils de Pierre Encontre, pasteur au « désert » puis à Saint Géniès de Malgoirès, et d’Anne-Élisabeth Lardat, originaire de Saint-Pargoire.  Il fait ses études de théologie à l'Académie de Genève en 1782 et est nommé pasteur proposant en 1785, il exerce à Pignan et Cette. Il poursuit ses études de théologie au séminaire de Lausanne de juillet 1788 à juin 1789, et est consacré par son père, en mai 1790, à Lédignan dans le Bas Languedoc. Il exerce brièvement le ministère pastoral en Ardèche, aux Vans en 1790-1791. Il fait ensuite des études de sciences à Paris, puis il enseigne à Anduze, dans l'école créée par l'un de ses frères, en 1793. Il crée sa propre école à Montpellier, puis il est nommé professeur de mathématiques spéciales à l'école centrale de l'Hérault en 1795. Il a, en 1812, Auguste Comte comme élève,. Tout en continuant à enseigner au lycée, il est nommé professeur à la faculté des sciences de Montpellier dont il devient le premier doyen en 1809. 
En 1813, il est sollicité pour occuper la chaire de dogmatique laissée vacante à la faculté de Montauban par la mort soudaine d'Ésaïe Gasc. Il hésite plusieurs mois, jouissant d'une position confortable à Montpellier. Lorsqu'il accepte, les événements politiques retardent sa nomination, et il ne prend son poste à la faculté de théologie de Montauban qu'au 1er juillet 1814. Il est nommé doyen en 1816, en remplacement de Benjamin-Sigismond Frossard qui a été révoqué lors de la Restauration, mais il tombe malade en 1818 et quitte ses fonctions. Il meurt en septembre de la même année, à son retour à Montpellier. Il est enterré au cimetière protestant de Montpellier.
Son fils, Pierre Antoine Encontre (1793-1849) médecin, est nommé professeur à la faculté de Montauban en 1818, il y reste jusqu'à sa mort.